# Acacia grandifolia
Acacia grandifolia är en ärtväxtart som beskrevs av Leslie Pedley. Acacia grandifolia ingår i släktet akacior, och familjen ärtväxter. Inga underarter finns listade i Catalogue of Life.